# Formica aquilonia
Formica aquilonia је инсект из реда Hymenoptera и фамилије Formicidae.

## Угроженост
Ова врста је на нижем степену опасности од изумирања, и сматра се скоро угроженим таксоном.

## Распрострањење
Ареал врсте Formica aquilonia обухвата већи број држава. 
Врста има станиште у Русији, Шведској, Норвешкој, Немачкој, Италији, Србији, Белорусији, Финској, Уједињеном Краљевству, Бугарској, Француској, Летонији, Естонији, Аустрији и Црној Гори.

## Станиште
Станишта врсте су шуме и травна вегетација.